# Bitka pri Brandywinu
Bitka pri Brandywinu, znana tudi kot Bitka pri Brandywine Creeku, je bila bitka med ameriško kontinentalno vojsko generala Georgea Washingtona in britansko armado generala Sir William Howe 11. septembra 1777 kot del ameriške vojne za neodvisnost (1775–1783). Strani sta se srečali blizu Chadds Forda v Pensilvaniji. Pri Brandywinu se je borilo več vojakov kot v kateri koli drugi bitki ameriške revolucije. Bila je druga najdaljša enodnevna bitka v vojni, krajša samo od bitke pri Monmouthu, v kateri sta se strani borili 11 ur.
Ko se je Howeova kampanja premaknila k zavzetju Filadelfije, takratne ameriške prestolnice, je britanske sile premagala kontinentalno vojsko in jo prisilila, da se je najprej umaknila v mesto Chester, Pensilvanija, nato pa proti severovzhodu proti Filadelfiji.
Howejeva vojska je 23. julija 1777 odplula iz Sandy Hook, New Jersey, čez newyorški zaliv iz okupiranega mesta New York City na južni konici otok Manhattan in se izkrcala blizu današnjega Elktona, Maryland, na točki "Glave losa" ob reki Elk (Maryland) na severnem koncu zaliva Chesapeake, ob južnem ustju reke Susquehanna. Britanska vojska med ameriško vojno za neodvisnost je v nekaj spopadih odbila ameriške lahke sile. General Washington je ponudil boj s svojo vojsko, postavljeno za potokom Brandywine (reka Christina) ob reki Christina. Medtem, ko je del njegove vojske demonstriral pred prelazom Chadds Ford, je Howe z glavnino svojih čet odšel na dolg pohod, ki je prečkal Brandywine daleč onkraj Washingtonovega desnega boka. Zaradi slabega izvidništva Američani Howejeve kolone niso odkrili, dokler ni dosegla položaja za njihovim desnim krilom. Z zamudo so bile premeščene tri divizije, da bi blokirale britansko bočno silo pri srečanju in šoli Birmingham Friends, kvekerskem domu za srečanja.
Po hudem boju je Howejevo krilo prebilo novo ustanovljeno ameriško desno krilo, ki je bilo razporejeno na več hribih. Na tej točki je generalpodpolkovnik Wilhelm von Knyphausen napadel Chadds Ford in zmečkal ameriško levo krilo. Ko se je Washingtonova vojska umikala, je s seboj pripeljal elemente divizije generala Nathanaela Greena, ki so zadrževali Howejevo kolono dovolj dolgo, da je njegova vojska lahko pobegnila proti severovzhodu. Poljski general Casimir Pulaski je branil Washingtonov zaledje in mu pomagal pri pobegu. Poraz in poznejši manevri so Filadelfijo pustili ranljivo. Britanci so ga zavzeli dva tedna pozneje, 26. septembra, zaradi česar je mesto padlo pod britanski nadzor devet mesecev, do junija 1778.